# フトオコビトキツネザル
フトオコビトキツネザル（Cheirogaleus medius）は、マダガスカル固有で、キツネザルの1種。

## 分布
マダガスカル島の北部・西部・南部の沿岸部の、乾燥落葉樹林、河辺林、常緑湿潤林。

## 形態
ネズミキツネザル属の仲間より大きく、ネコより小柄。ピンクの鼻をもつ。名前の由来にもなっている太尾には雨季の間に蓄えた脂肪が詰まっており、この脂肪を休眠しているときに少しずつ分解し、エネルギーと水に変えている。

## 生態
多くが乾燥した森に生息するため、8ヵ月続く乾季は本種にとっては耐え難いものになる。そこで、本種は樹で休眠することでやり過ごす。その間、尾の脂肪から栄養を得る。雨季になると目覚め、果実、花、蜜、種子、小型の昆虫を食し、それらを脂肪に変えて尾に蓄える。